# صاروخ الفضاء الكويتي
 الصاروخ الفضائي الكويتي (KSR)، هو مشروع كويتي لبناء وإطلاق أول صاروخ ذو محرك يعمل بالوقود السائل إلى الفضاء الخارجي في شبه الجزيرة العربية. سيكون المشروع الخطوة الأولى نحو بدء القطاع الفضائي في البلاد وإنشاء خدمة إطلاق حمولات فضائية في الوطن العربي. ينقسم المشروع إلى مرحلتين، المرحلة الأولى هي إطلاق صاروخ KSR-1 الذي سيكون صاروخ تجريبي يطلق إلى ارتفاع 8 كم والمرحلة الثانية هي إطلاق صاروخ KSR-2 للفضاء على ارتفاع 100 كم من سطح الأرض. 

## التاريخ
بدأ المشروع في يناير 2018 من قبل ناصر أشكناني وسليمان الفهيد، وانضم إليهما فيما بعد فهد الفهد، وقد تم تخصيص السنة الأولى للتصميمات الأولية والتخطيط. في بداية عام 2019، بدأ الفريق تصنيع KSR-1، واعتبارًا من يناير 2020، تم الانتهاء من بناء KSR-1 بالكامل.

## كي أس آر-1
KSR-1 هي مركبة أحادية الطور تطلق عمودياً. وتستخدم محرك صاروخي يعمل بالوقود السائل ويحرق الميثانول كوقود وأكسيد النيتروس كمؤكسد. المقصود من KSR-1 أن يكون صاروخ تجريبي لتطوير KSR-2، والهدف منه هو الوصول إلى الفضاء. على هذا النحو، فإن جميع المكونات والتقنيات الرئيسية المتوقع استخدامها في KSR-2 موجودة في KSR-1. المكونات الرئيسية لـ KSR-1 هي المحرك، الذي يتكون من الحاقن والفوهة وسترة التبريد وخزانات الوقود والمؤكسد وخزان غاز النيتروجين والعديد من الصمامات ومنظمات الضغط. 

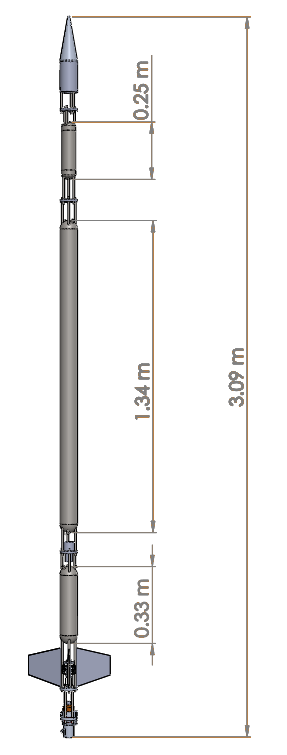
أبعاد مركبة KSR-1

| الجزء                | الكتلة (كجم) |
| -------------------- | ------------ |
| كتلة جافة            | 12           |
| كتلة أكسيد النيتروس  | 3.2          |
| كتلة الميثانول       | 0.8          |
| مجموع الكتلة الدافعة | 4            |
| مجموع كتلة الصاروخ   | 16           |

| خاصية                    | القيمة            |
| ------------------------ | ----------------- |
| ضغط الغرفة               | 3100 كيلو باسكال  |
| خروج الضغط               | 94 كيلو باسكال    |
| الدفع                    | 520.1 ن           |
| سرعة الخروج من الفوهة    | 2213 م / ث        |
| معدل الاحتراق            | 16.8 ثانية        |
| معدل تدفق الكتلة المؤكسد | 0.19 كجم / ثانية  |
| معدل تدفق كتلة الوقود    | 0.047 كجم / ثانية |

## مراحل تطوير كي أس آر-1

### تصنيع المحرك

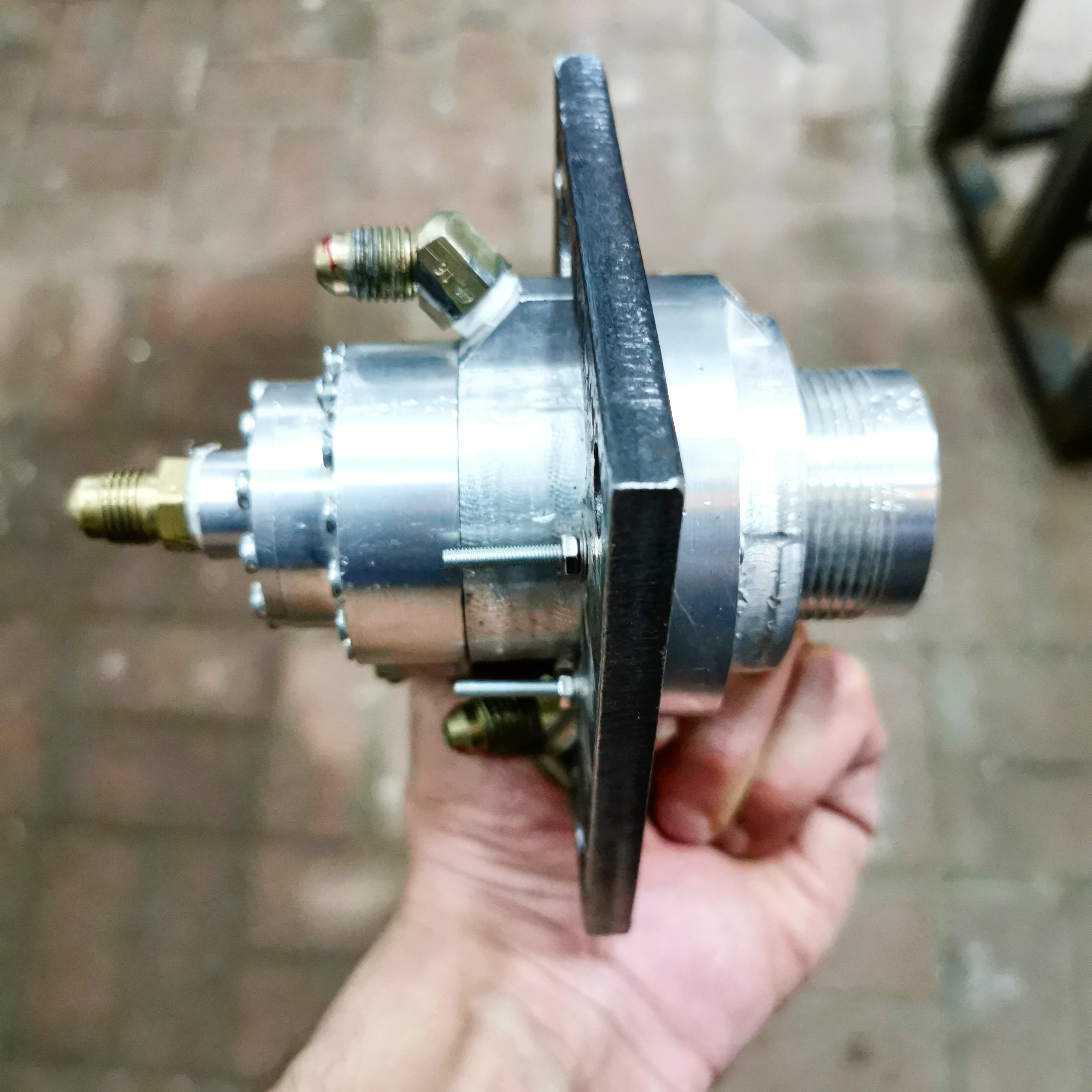
الحاقن (جزء من محرك KSR-1)

تم تصميم وبناء محرك KSR-1 محليًا في الكويت ويعتمد المحرك على نظام التغذية بالضغط. من مميزات المحرك أنه يستخدم النيتروس ليس فقط كمؤكسد ولكن كعامل تبريد، حيث يتدفق النيتروس حول فوهة الاحتراق ويعود إلى الحاقن مرة أخرى.

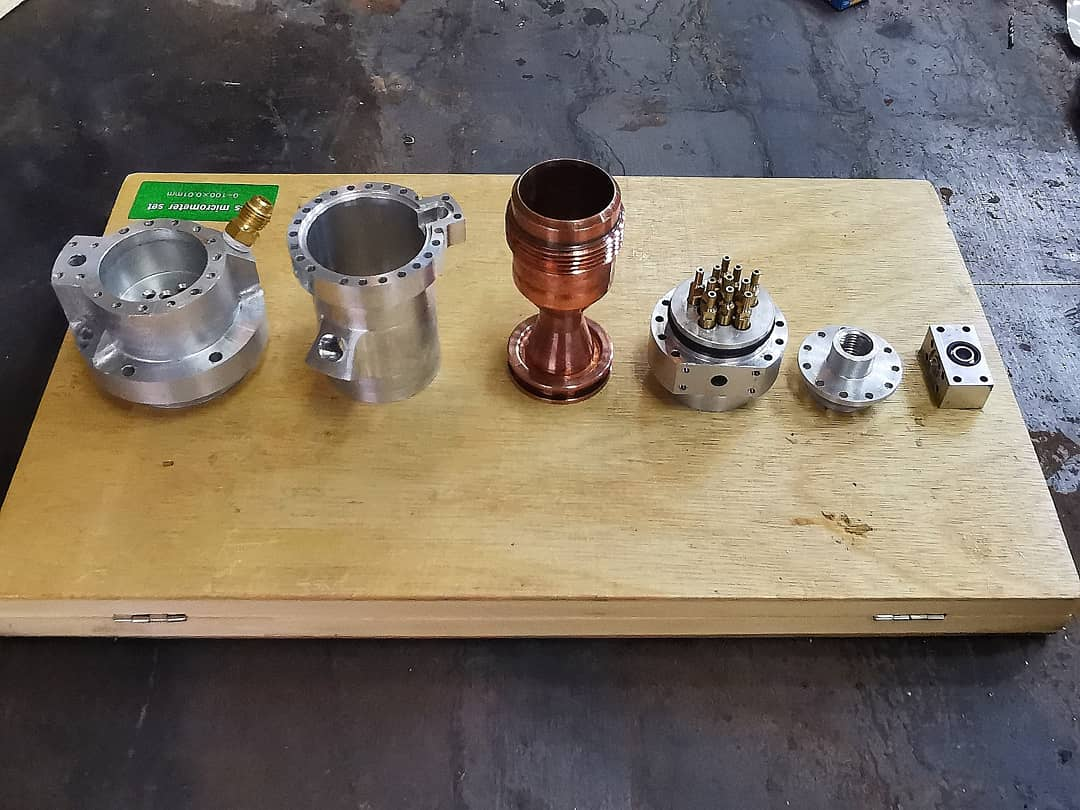
من اليسار إلى اليمين: مدخل الميثانول (الحاقن)، موصل الحاقن للفوهة، الفوهة النحاسية، مداخل النيتروس (الحاقن)، موصل أنابيب النيتروس، كوع نيتروز

### اختبار التدفق البارد
أجرى فريق KSR اختبار التدفق البارد في أكتوبر 2019 للتحقق من معدل تدفق المحرك.

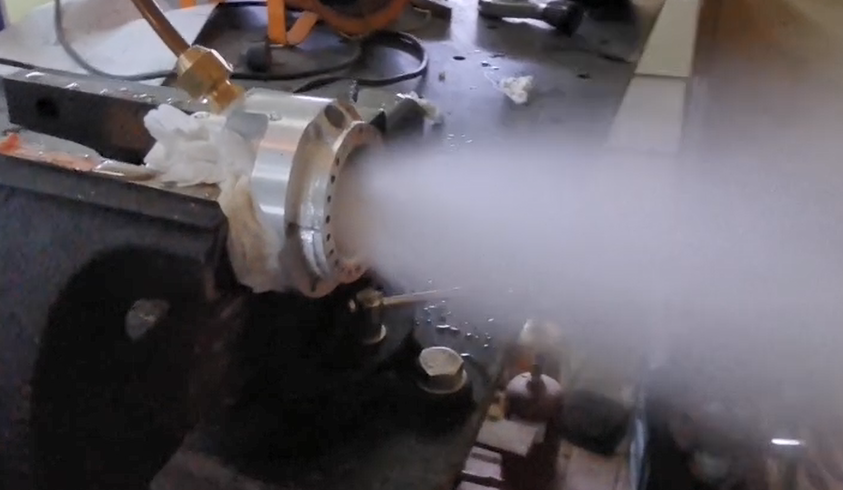
اختبار التدفق البارد

### اختبار الصاروخ الثابت
أجرى فريق KSR اختبارًا ثابتًا للحاقن في نوفمبر 2019.

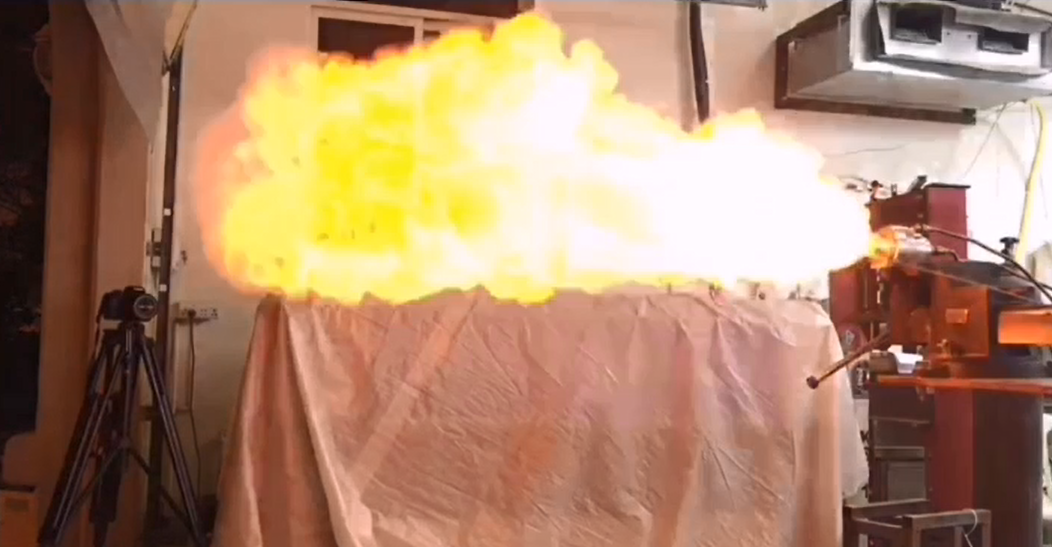
الاختبار الثابت للحاقن

### تجميع الصاروخ
تم تجميع KSR-1 بالكامل وعرضه في معرض الكويت للطيران 2020.

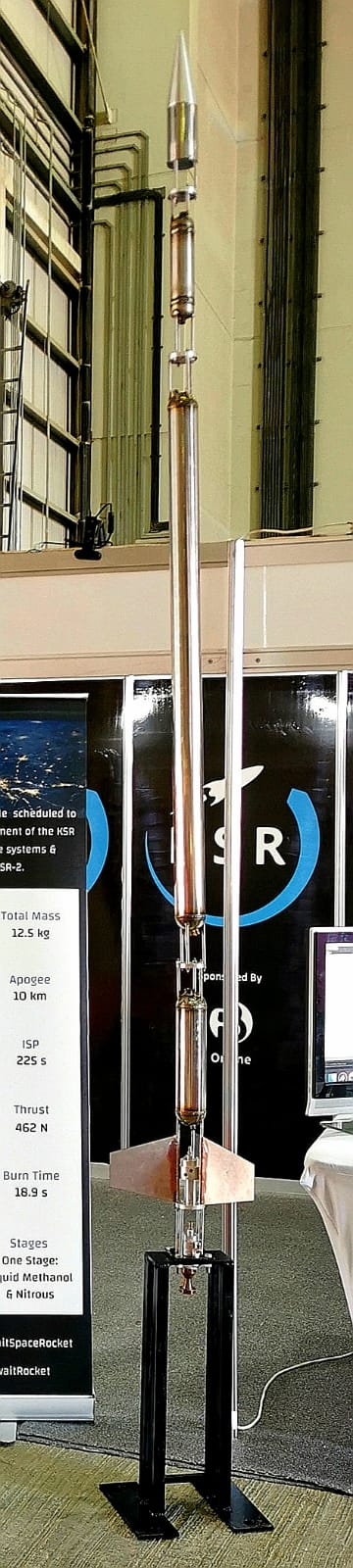
صاروخ KSR-1

## كي أس آر-2
KSR-2 عبارة عن صاروخ دون مداري يعمل على الوقود السائل. يتكون من مرحلة واحدة، تغذيها أكسيد النيتروس والميثانول. يبلغ طوله أربع أمتار وقطره 0.4 م وكتلته 591 كيلوجرام، سيصل إلى ارتفاع 100 كم.